# トヨタ・G16E-GTS
トヨタ・G16E-GTSはトヨタ自動車が開発・製造する水冷直列3気筒DOHC12バルブターボガソリンエンジンである。燃料は無鉛プレミアムガソリンを使用する。

## 概要

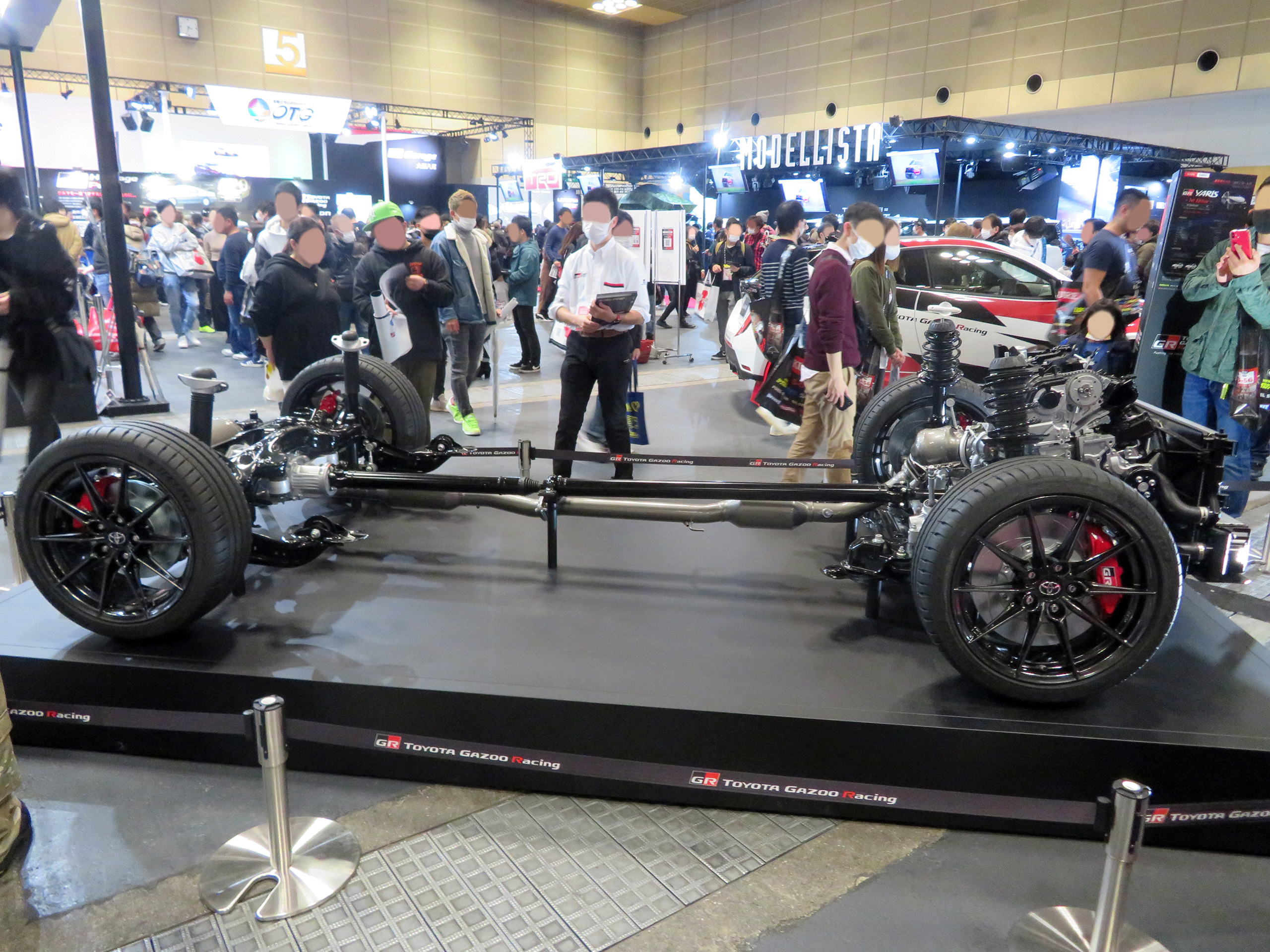
GRヤリスの四輪駆動システムGR-FOURに組み込まれるG16E-GTS（画像右側）

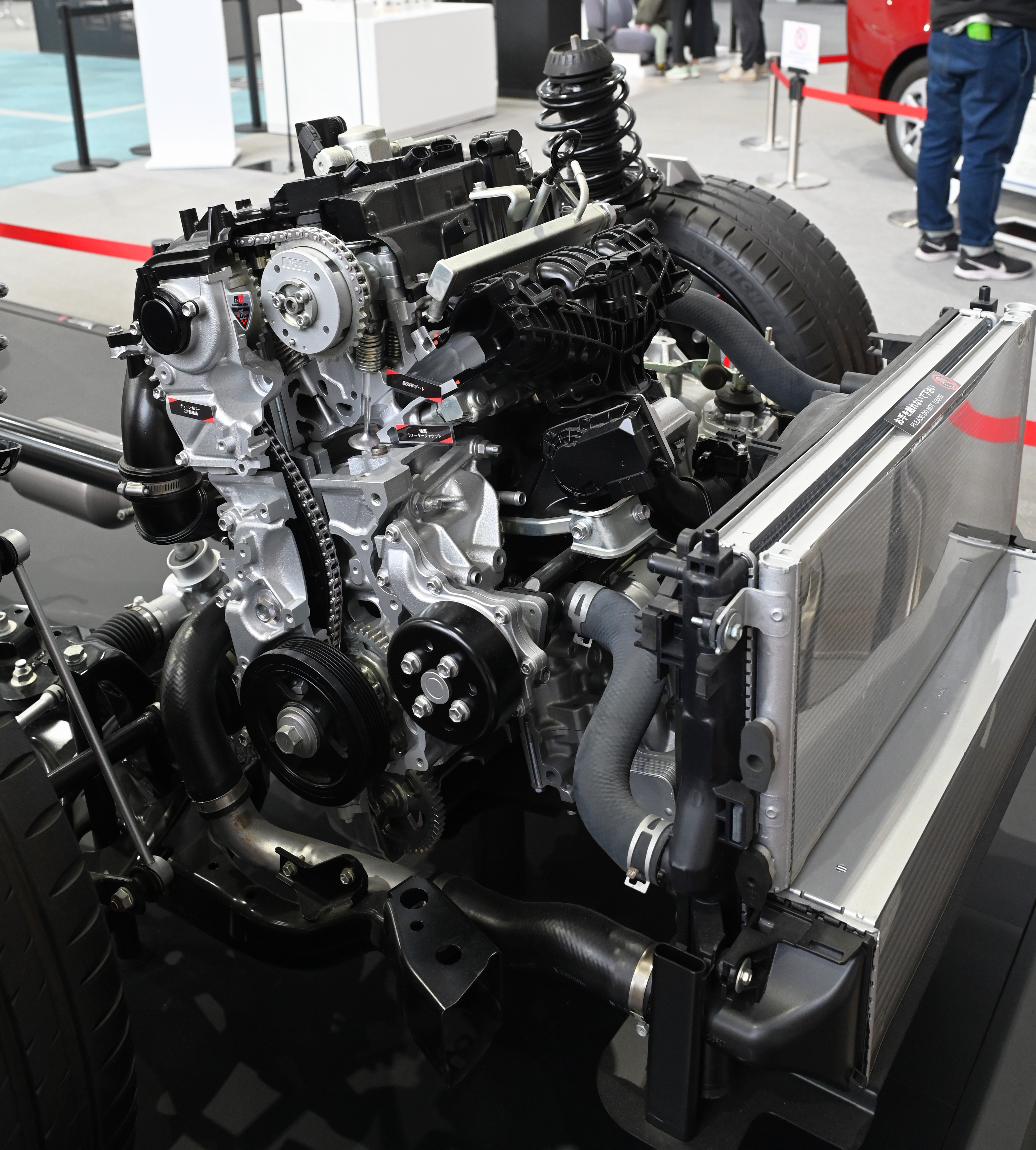
G16E-GTS型のカットモデル

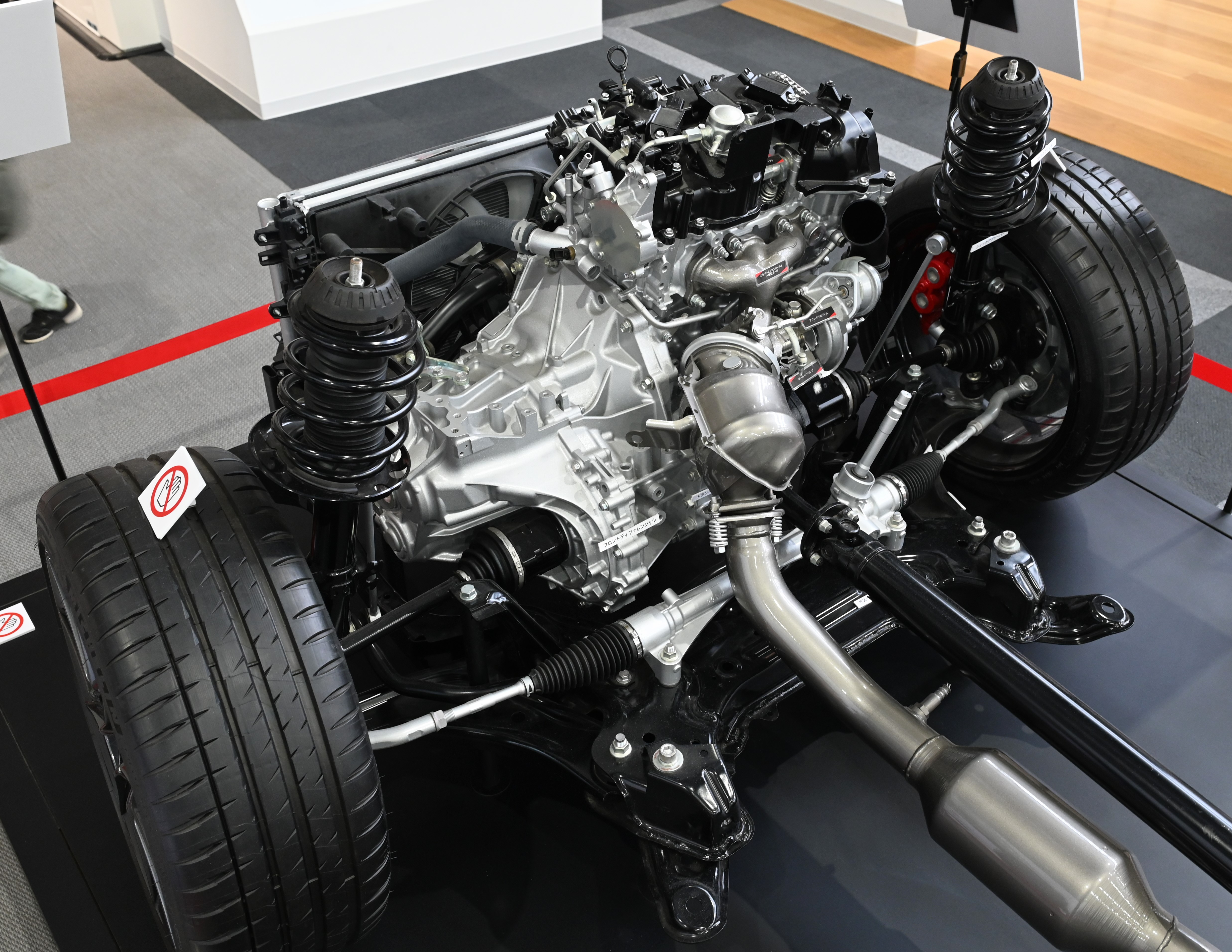
カットモデルの背面部

世界ラリー選手権（WRC）の制覇を目指すGRヤリスRZ/RC系専用に新開発された、史上初のGRシリーズ専用設計のトヨタ内製エンジンである。「ダイナミックフォース・スポーツエンジン」の初弾となる総排気量1,618 ccの水冷直列3気筒DOHCターボエンジンであり、通常のダイナミックフォースエンジンの流れを汲み、ダンブル流（縦の渦流）による高速燃焼、高効率、高い環境性能を意識した設計がなされている。GRヤリスRS系に搭載されている1.5 Lの水冷直列3気筒DOHCエンジン「M15A-FKS」型や「M15A-FXE」型と気筒数は同じだが、モータースポーツでの使用を念頭に置いて設計されているため、ボアストロークが通常のダイナミックフォースエンジンと異なり、ややスクエア寄りのロングストロークである。排気量はWRCのホモロゲーションモデルとの繋がりを意識し、ラリー走行時の最大性能をrally2の上限排気量である1,620 cc以下で発揮できるように設計されたため、1,618 ccとされた。
メカニズム点においては、両カムに可変バルブタイミング機構の「VVT-i」を、燃料噴射装置は筒内噴射とポート噴射を使い分ける「D-4ST」を採用し、IC付きボールベアリングターボを装着している。

## 名称
「G16E-GTS」の名称は、「G16E」が「G系1.6 LのE型」というエンジン型式を示し、「GTS」のうち、「G」が高性能スポーツエンジンであることを、「T」がターボチャージャー装着エンジンであることを、「S」が直噴仕様エンジンであることをそれぞれ示している。
- 詳細はトヨタのエンジン型式命名規則を参照。

## 系譜
- エンジン型式一覧の自動車用エンジンの系譜を参照。

## 開発・製造
このエンジンはTOYOTA GAZOO Racing companyのパワートレイン部門にて開発が行われた。ベースとなったエンジンはダイナミックフォースエンジンのM15A型であり、GRヤリス専用設計、ゼロベース開発としつつも、そのベースエンジンに排気量の拡大を施したり、ボールベアリングターボを装着したりするなどして開発された。

### 開発経緯
当機はWRCのRC2クラスで勝てることをコンセプトにしたGRヤリス専用エンジン（2015年後半時点）として開発が開始された。トヨタのエンジン開発チームは、開発初期の段階で競技用エンジンの規定や使われ方を調べるべくヨーロッパにわたり徹底的な調査を行った。すると競技用エンジンは4,500 - 6,200 rpmの回転域を多用することが判明、加えてヤリスの競合車種を打ち負かすためには1クラス上にも優る動力性能が要求されることも判った。また多品種少産を行う下山工場で生産を行うことなども踏まえ、TNGAエンジンからある程度切り離し、ゼロベース開発を前提としたGRヤリス専用エンジンの開発が開始された。
開発理念には豊田章男社長が求めた『モータースポーツから量産へ』『競技に耐えられる、ラリーで勝てるエンジン』を目標に掲げた。
開発拠点はトヨタ自動車本社に加えて、TMNA（トヨタモーターノースアメリカ）及びTME（トヨタモーターヨーロッパ）の三拠点があり、それぞれが連携して開発を行っていた。トヨタ本社では開発初期のパラメータースタディやバーチャルデザインレビュー、エンジンの軽量化及び機能性、信頼性に関する作り込みについて議論を行い、TMNAと共同でCAE開発をしていた。またTMEは性能検討に関する役割を持っていた。
開発の経過では、まずエンジンレイアウトを開発初期のうちから3気筒エンジンとすることが決定した。これは排気干渉を起こさず、4気筒では必須のツインスクロールターボが不要であるレイアウトであったり、排気カムに可変動弁機構がなくとも中低速のトルクが出しやすいという特性があったり、4気筒と比較しエンジン重量を抑えられる、ターボの小型化に有利であるなどの要素からターボエンジンの最適解とエンジン開発チームが判断したためである。
エンジンスペックはCAEやMBDを駆使しゼロベースから諸元設定を行った。ボアストロークの設定は、出力の最大化を追求しある固定した排気量から6,000 rpm時に最適なボア径の算出から始まった。このときの最適なボア径は87 - 88 mmであったが、車両搭載を考慮しボア径87.5 mmに設定した。また、ストローク量は1,600 ccの排気量から逆算する形で算出されたが、途中から1,620 ccまでが許容範囲であることに気付いた開発陣は許容排気量全てを使い切る方向に舵を切り、最終的に89.7 mmのストローク量に設定した。以上のボアストロークから求めた総排気量は許容範囲ギリギリの1,618 ccとなった。
バルブ径もボアストロークと同じくCAEを用いた開発が行われたが、通常、充填効率を求めると空気を多く取り入れるために吸気バルブ径の方が排気バルブ径よりも大きくなるところ、吸気バルブ径と排気バルブ径がかなり近い大きさ（吸気側がΦ32.8 mm、排気側がΦ32.0 mm）になった。これは当機がターボエンジンで排気を再利用できることや、競技使用の際に吸気リストリクターの装着を義務付けられて吸気量に制限が掛かるため、吸気効率を求めるには排気バルブ径を大きくした方が伸び代があること、最大トルク（GRヤリス仕様）を発生する4,000 rpm付近の回転域では、吸気リストリクターによる吸気制限の影響が無いことが判明した等の要因から、排気バルブの大径化による性能向上を見込んで開発したためである。その他ノッキング耐性や出力向上の観点から、排気流量を増やすことを念頭に数値流体力学（CFD）解析及びCAE設計をした結果でもある。
シリンダーヘッドのポート形状は最適な形状を追求して開発を行い、特に排気バルブの大径化と対比した吸気機構の最適化で、吸気ポート形状がモータースポーツ用ではないトヨタの最新4気筒エンジンのものと似通ることとなった。その最新4気筒エンジンとは全く同じ形状というわけでは無く、吸気ポートに機械加工を施し複雑かつストレートな形状を作り出していることや、ペントルーフ形の燃焼室に真っ直ぐ繋げるようポート角を調整していること、吸気ポートのサイアミーズ分岐部を短くしていることなどと細かい部分に違いが設けられている。
ピストンの軽量化は開発陣を最も苦労させた。その理由は3気筒という気筒数が少ないエンジンレイアウトであると重量のアンバランスに繋がり、振動抑制が厳しくなるにもかかわらず、高出力にも耐えられる軽量なピストンを作らなければならないためである。これはトヨタ自動車が持つ技術の全てを注ぎ込み、トヨタ自動車の2Lクラスのエンジン（8AR-FTS）と同様の重量に抑えることで解消した。具体例を挙げると、トップリングの溝にニレジスト鋼を挿入したり、ピストンピンにダイヤモンドライクカーボン（DLC）を蒸着したり、ピストン表面に強度増強のためのショットブラストを掛ける、スカート部に樹脂コーティングを施しフリクション軽減を行うなどの加工をしている。
ターボチャージャーは2Lエンジンサイズの大型でボールベアリング支持のものを採用した。ボールベアリング支持にした理由はモリゾウ（豊田章男社長）がテストドライバーとして開発に携わっていた際に「野性味が足りない」というフィードバックを送り、フィードバックを受け取った開発陣がダイレクト感を要すと判断して採用した。これにより、無駄な渦の抑制、コンプレッサーホイールのチップクリアランスの最適化、吸気の高効率昇圧が達成された。

### 製造・生産
製造生産はトヨタ自動車の下山工場で、シリンダーブロックを始め鋳物部品の鋳造はトヨタ自動車の上郷工場で行われており
、下山工場で「匠」と呼ばれる熟練工が製造した証に「 G  R  SHIMOYAMA  匠 」と書かれた品質証明のエンブレムが貼られている。
エンジン生産は専用ラインを使用せず通常の混流生産ラインを用いて行われており、不純物混入を防止する対策や、高精度に組み上げる技術などさまざまな工夫を凝らしており、レーシングエンジンに近い高精度さながらも通常ラインでの量産を実現している。
エンジン製造時の具体的な工夫では、異物管理を徹底するためにライン内には関係者以外の立入を禁止する、手組みで組立てを行いピストン、ピストンピン、コンロッド重量のずれの許容範囲をトヨタ自動車従来基準の2分の1に設定しパーツの重量選別を実施する、気筒毎の圧縮比のバラつきを従来基準の半分に抑えたりするなど厳しい品質管理を行っている。

## 性能
乾燥重量は109 kgで、圧縮比が10.5、最高出力272 PS（6,500 rpm時）と最大トルク370N･m（3,000 - 4,600 rpm間）を発生し、1L当たりの馬力は168.11 PSを発揮する。加えて、純正でBMEPが28.7barほど掛けられ、2020年時点において国産エンジン最大値の26.6barを発揮したスバルEJ20型エンジンをも上回る数値を叩き出している。加速、最高時速はGRヤリスに搭載される場合、0 - 100 km/h加速は5.5秒以下、最高時速は230 km/hを実現する。また、このエンジンは初登場時から、世界最高レベルに高出力な3気筒エンジンとして知られている。

### GRカローラ

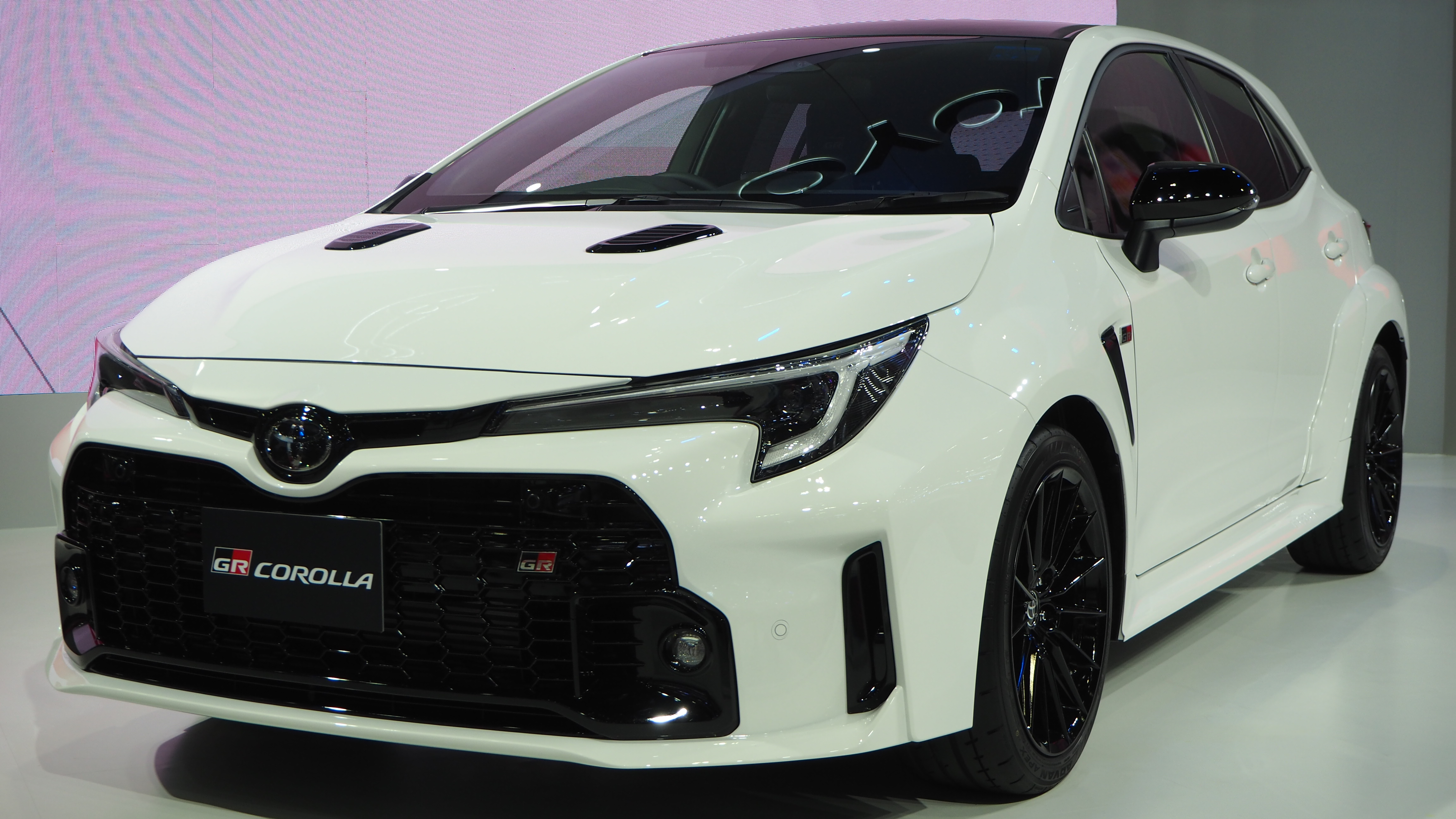
当機を搭載するGRカローラRZ

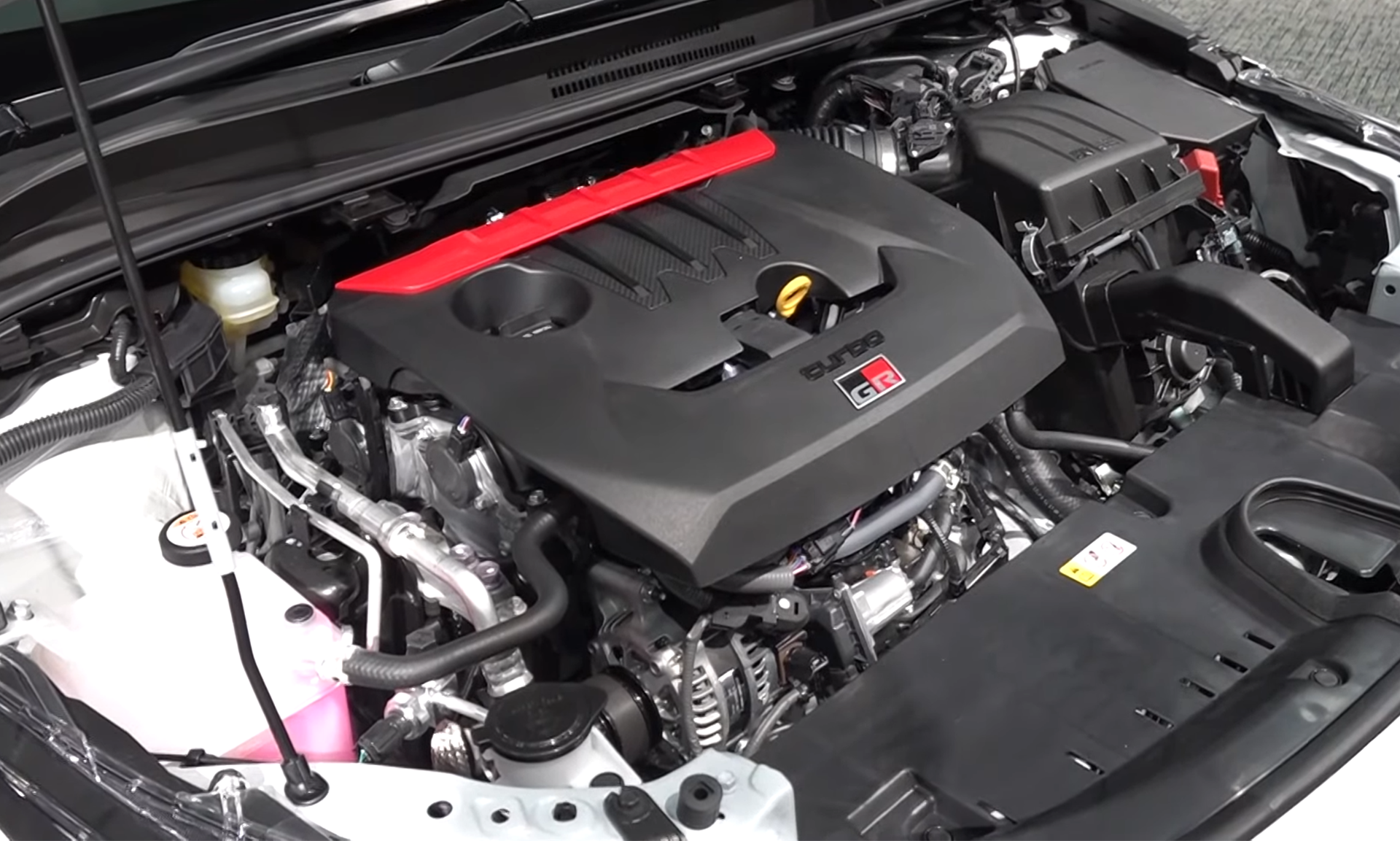
GRカローラに搭載された当機

2022年4月1日に発表された「GRカローラ」搭載エンジンにおいては、GRヤリスに搭載されている当機に3本出しマフラーを採用し排圧低減や消音性の向上など排気系の強化、さらにピストンの材質変更、過給圧の強化に対応してブロックの強化、カムシャフト、カムホルダー、オイルパンユニットの変更等のチューニングを行ったため最高出力 304 PS (224 kW) / 6,500 rpm、最大トルク370 N⋅m (37.7 kgf⋅m) / 3,000 – 5,550 rpmを発揮している。

### 耐久性・チューニング
純正エンジンと純正タービンの組み合わせのまま、社外ECUによる制御で、過給圧が2.3kgf/cm²時に最高出力410 PS / 最大トルク62 kgf･mを計測した報告が出ている。
また、チューニング用のアフターパーツ開発を手掛ける企業『HKS』によるチューニング、またはチューニングパーツの開発がなされている。
HKSによるチューニングパーツ開発は3台のGRヤリス（G16E-GTS型エンジン搭載車）を使用しており、そのうち1台は「HKS レーシング パフォーマー GRヤリス」というサーキット仕様車として、他の2台はストリート仕様としてチューニングされ、G16E-GTS型用チューニングパーツ開発の足掛かりに使用している。このうち、主軸となるチューニングはサーキット仕様車を用いたものであり、エンジンの限界性能を探ることを目的に試行されている。
エンジンの限界性能を探るためにHKSの開発陣はエンジン本体をノーマルのままタービン交換を行い、過給圧を2.3kgf/cm²まで引き上げた。このとき、G16E-GTS型は450 PSを出力しており、開発陣は「通常はここまでのパワーアップを行うと何かしらの損傷やトラブルが起こる」と想定し、その損傷した部分を強化する部品を開発しようとしていたが、実際は全くの無傷であった。

これほどチューニングを施してもエンジンが損傷しなかった理由として開発陣は「市販車とは思えないほど高品質なピストン、コンロッドが使用されている」と述べた。このためエンジンを損傷させることが出来ず、HKSの商品開発が進行しないため、現状ではエンジン本体をノーマル状態で使用している。また、純正部品の段階で各部品がかなり軽く開発陣は「アフターパーツメーカーとしては開発が大変」、「アフターパーツメーカー泣かせ」と述べる一方で、トヨタ自動車に対し
細部の作り込みや部品を検証していくと、よくトヨタはこんなに軽くクルマを作れたな、この値段で実現したな、と思いますよ！それにチューニングしがいのあるクルマを出してくれてありがとうという気持ちです—GAZOO、【ワクワクが止まらない！GRヤリスの世界】アフターパーツメーカー『HKS』開発最前線！どれだけ追い込んでも“壊れないエンジン”の強度と耐久性に驚愕！
と感嘆のコメントを残した。
ただし純正品のピストンではミスファイアリング制御等いくつかの要因が生じると、ノーマルエンジンに近い範囲のパワーであってもピストンが粉砕すると行った形でエンジンブローを引き起こす可能性がある。

## 構造・機構

### 腰上構造

#### シリンダーヘッド
シリンダーヘッドは軽量化のためにアルミブロックであり、冷却水の流れを加速させるためウォータージャケットを2つに分割。吸排気動弁機構はDOHCを採用し、タイミングチェーンにより駆動する。また、DOHCながら油圧式ラッシュアジャスターが採用されている。
ポート形状では吸気ポート形状がトヨタの非モータースポーツ用最新4気筒エンジンのものと似通っているという特徴を持ち、更に機械加工が施されているため複雑かつストレートな形状になっている。加えてペントルーフ形の燃焼室に真っ直ぐ繋げるようにポート角が調整されていたり、吸気ポートのサイアミーズ分岐部が短いなどの特徴がある。

#### 動弁系
カムシャフトはトヨタ自動車が独自に開発した鋼製の中空組立カムシャフトを採用し、軽量、高レスポンス化を行っている。両方のカムシャフトに可変バルブタイミング機構のVVT-iを装着し、吸気側が70°まで、排気側が41°までの可動範囲でバルブタイミングを制御する。
カムキャップは2階建て構造を採用しており、M15A型に比べ2kgの軽量化を達成。タイミングチェーンカバーの構造変更も行い、同じくM15A型に比べ1kgの軽量化を更に達成している。
バルブ関連ではダイナミックフォースエンジンの特徴であるレーザークラッドバルブシートを使用せず、バルブシートを工夫して打ち込んでいる。これはダイナミックフォースエンジンと同様に高ダンブルでの高速燃焼を実現しつつも、シートの打ち換え等メンテナンスやカスタマイズ、チューニングでの扱いにくさを解消するためである。バルブ径は吸気側が直径32.8 mm、排気側が直径32.0 mmで吸気バルブと排気バルブの大きさが近く、他のエンジンと比較し排気バルブ径が大きいものとなっている。
ただし、吸気側のバルブにもバルブ径を極力大きくするなどの追求を行ったり、レーザークラッドバルブシートを採用せずともダイナミックフォースエンジンさながらの効率及びダンブル流を実現することを求めたりして偏芯バルブシートを圧入するなどの工夫がされている。この設計でダンブル流の強度とバルブ径を最適化したことによって燃焼速度が向上した。

#### 燃料噴射・点火系
点火系にはダイレクトイグニッションが採用され、一つの気筒に対し一つのイグニッションコイルが備わる。点火プラグにはイリジウム合金製でプラチナコーティングが施されている先端電極を採用。点火順序は1番気筒→2番気筒→3番気筒の順である。
空燃比センサーは冷寒時の排気ガスの有害成分低減を行うために新開発品が採用されている。当機が開発される以前のトヨタ自動車の空燃比センサーは氷点下で数分、25℃の平常気温で10秒ほど始動が出来ない時間があったが、当機の排ガス浄化性能を向上させるためトヨタとデンソーが共同で新開発した空燃比センサーを使用し、始動不可の時間を3 - 5秒ほどに短縮。トヨタの従来型空燃比センサーを搭載するエンジンと比べ一酸化炭素と炭化水素を冷寒時は約50%、25℃時は20%削減している。
インジェクターはポート噴射・直噴を併用する「D-4S」のターボ版、「D-4ST」を採用している。このインジェクターは、低中回転域に複合噴射を行い、高回転域は直噴のみの噴射になる。また、運転状況に応じて2.4 - 20 MPaの範囲で噴射圧が制御される。この制御の働きで低中回転域での安定的な運転や高負荷運転時のノッキング抑制が可能になる。

### 腰下構造

#### エンジンブロック
エンジンブロックは排気干渉が少なくターボのタービンが効率良く回せる直列3気筒の形状を取る。気筒の内径×行程は87.5 mm×89.7 mm、1気筒当たりの容積は約539.1 ccである。
ブロック本体の材質は軽量化の為にアルミニウムが用いられ、製造法にアルミダイカストを採用することでエンジン全体での乾燥重量を109 kgに抑えるなどかなりの軽量化を達成している。ブロックがアルミ製であるため鋳鉄ライナーが挿入されており、ブロック内側の特殊な粗面と噛合して強く固定されている。この挿入されている鋳鉄ライナーは高出力を発揮する高負荷回転時の耐久性や剛性を高める為に肉厚なものを採用している。
冷却は水冷式でウォータージャケットが浅底化された構造で、オープンデッキ状になっている。この浅底構造をしたウォータージャケットはトヨタ自動車では初採用であり、同じくトヨタ製3気筒エンジンのM15A型ブロックなどと比較して、ジャケット横の肉を抜けるなど軽量化に大きく影響を与え、それに加えてスポーツ使用下の高燃焼荷重にも耐えられるブロック構造の支持にも貢献している。
なお、この浅底構造のエンジンブロックではウォータージャケット底部に肉厚な部分ができるため鋳巣が出来易くなるという課題があったが、G16E型ブロックを鋳造しているトヨタ自動車の上郷工場でシミュレーションや試作を繰り返し実施し、鋳造条件の最適化を行うことで量産までに解決した。
また、オイルレベルゲージがブロック内部に作られておりブローバイガス通路としても機能している。

#### ピストン
ピストンはアルミ製のT字の形状をとる。ピストン上部の溝山はニレジスト鋳鉄製で、DLCが蒸着されている。ピストン表面にはショットブラストがなされており、更にピストンスカート部に樹脂コーティングをするといったフリクション軽減の加工が行われている。

#### コンロッド
コネクティングロッドは鍛造品が用いられ、クランクシャフトは4つの回転軸とバランスウェイトから構成される。ピストンとクランクシャフトには高精度な加工が施され徹底的な軽量化、レスポンスの追求がなされている。また、ピストンがシリンダー壁に押し付けられないようにクランク軸とピストン軸を10 mmほどオフセットして横方向の力を軽減している。

#### クランクシャフト
またクランクシャフトの直下にA25A-FKS型エンジンやM20A-FKS型エンジン、M15A-FKS型エンジンと同様にアイドリング時の振動対策としてバランスシャフトが組み込まれている。このバランスシャフトはM15A型とは異なる締結構造を用いており高剛性化を行っている。

### ターボ・補機類

#### ターボチャージャー
ターボチャージャーはCセグメント車用相当の体格のものを選択し、レスポンス向上のためにタービンホイールの素材としてインコネルを採用している。
またエキゾーストマニホールドとタービンハウジングを一体化することでターボ自体の軽量化及びフランジ部を作らないことによる耐久性確保に繋げている。その他、レスポンスやクリアランスの向上のためにコンプレッサーホイール周囲にアブレダブルシールを挿入するなど工夫がなされている。その他のフリクション軽減やレスポンスの向上の工夫では、ターボチャージャーの軸受にセラミックボールベアリングを採用している。
インタークーラーはラリーでのメンテナンス性を考慮して空冷式である。なお、『RZ“High-performance』には冷却スプレー機能が追加装着されている。また、純正状態でBMEP（正味平均有効圧力）が28.7barも掛かっていて、近年の国産エンジンとしては異例である。

#### 補機類
冷却ファンはコントロールユニットの制御で動作し、水温や車速、エンジン回転に応じて無段階的に制御される。また、オイル潤滑装置は一般的な形状をとり、クランクシャフトからチェーンを介して駆動される。
その他補機などはM15A型エンジンやA25A型エンジンと同様なものが採用されている。

## 特別仕様・派生型

### 水素仕様

#### 水素カローラ

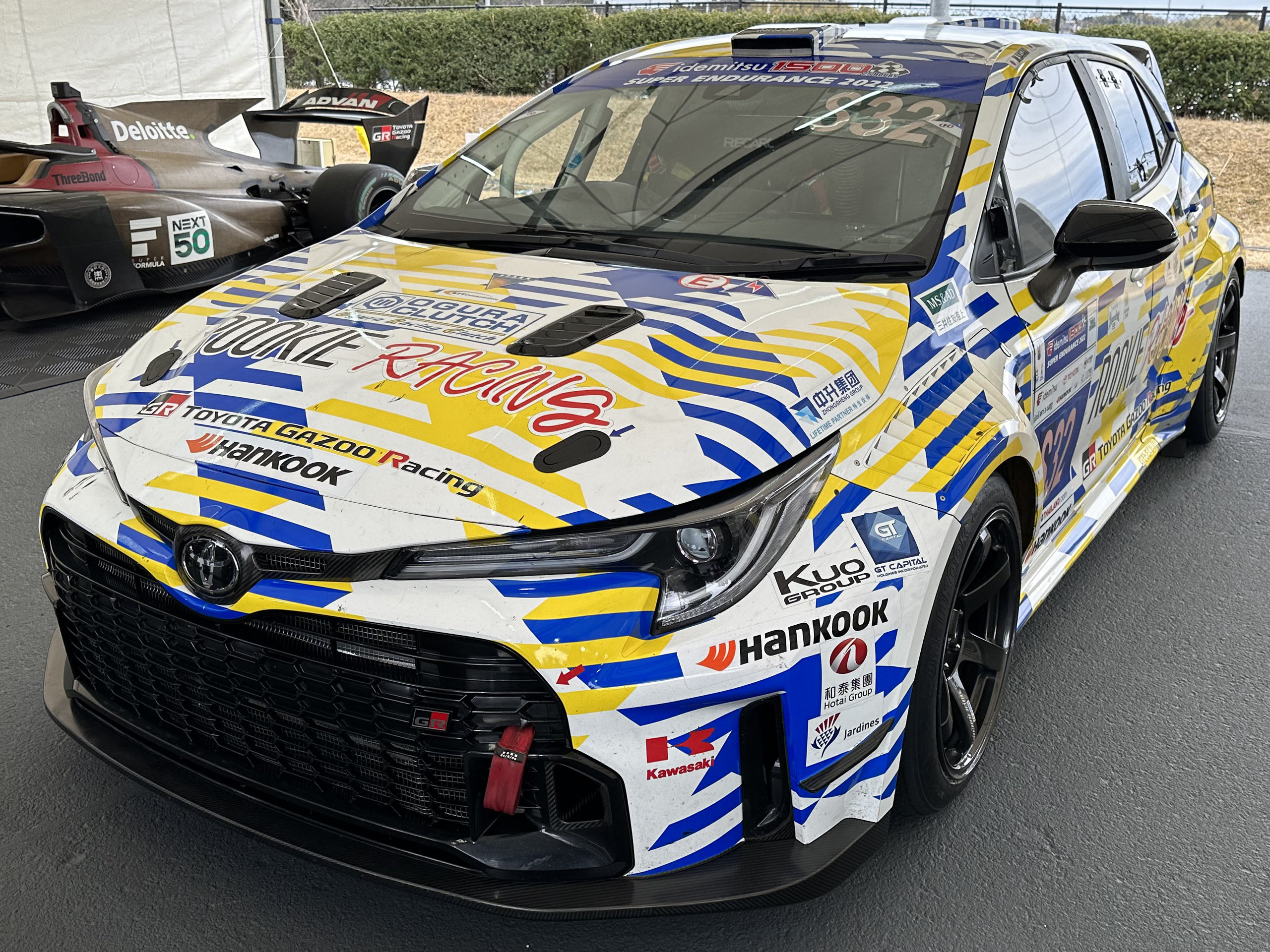
2022年スーパー耐久に出場した水素カローラ

水素燃料エンジンを搭載したカローラスポーツがスーパー耐久第2戦富士24時間レースに投入された。このエンジンはカーボンニュートラルを内燃機関のままで達成するために試験的に開発され、G16E-GTS型を水素仕様に改造する形で造られている。主にインジェクターと点火プラグが水素用に取り替えられている。この水素G16E-GTSは航続距離や燃費面で課題があるため、今後も研究が継続される。
2021年12月現在においては最高出力と燃費性能が大幅に改善され、最高出力は富士レース時の258 PS程と比べ24%向上して300 PSを発揮、最大トルクは同じく富士レース時の300 - 308 N･m程と比べ33%向上した390 - 400 N･mを叩き出した。馬力と燃費性能が大幅に向上した大きな要因は水素の噴射、過給圧、圧縮圧の改善による燃焼改善である。具体的には異常燃焼の制御、混合気をダンブル流に乗せてより多くの水素を噴射することなどである。また、水素を多く吹いて最高出力と最大トルクを稼いでいるが、リーン燃焼を行い富士レースと同等の燃費を達成している。

#### GRヤリス H2

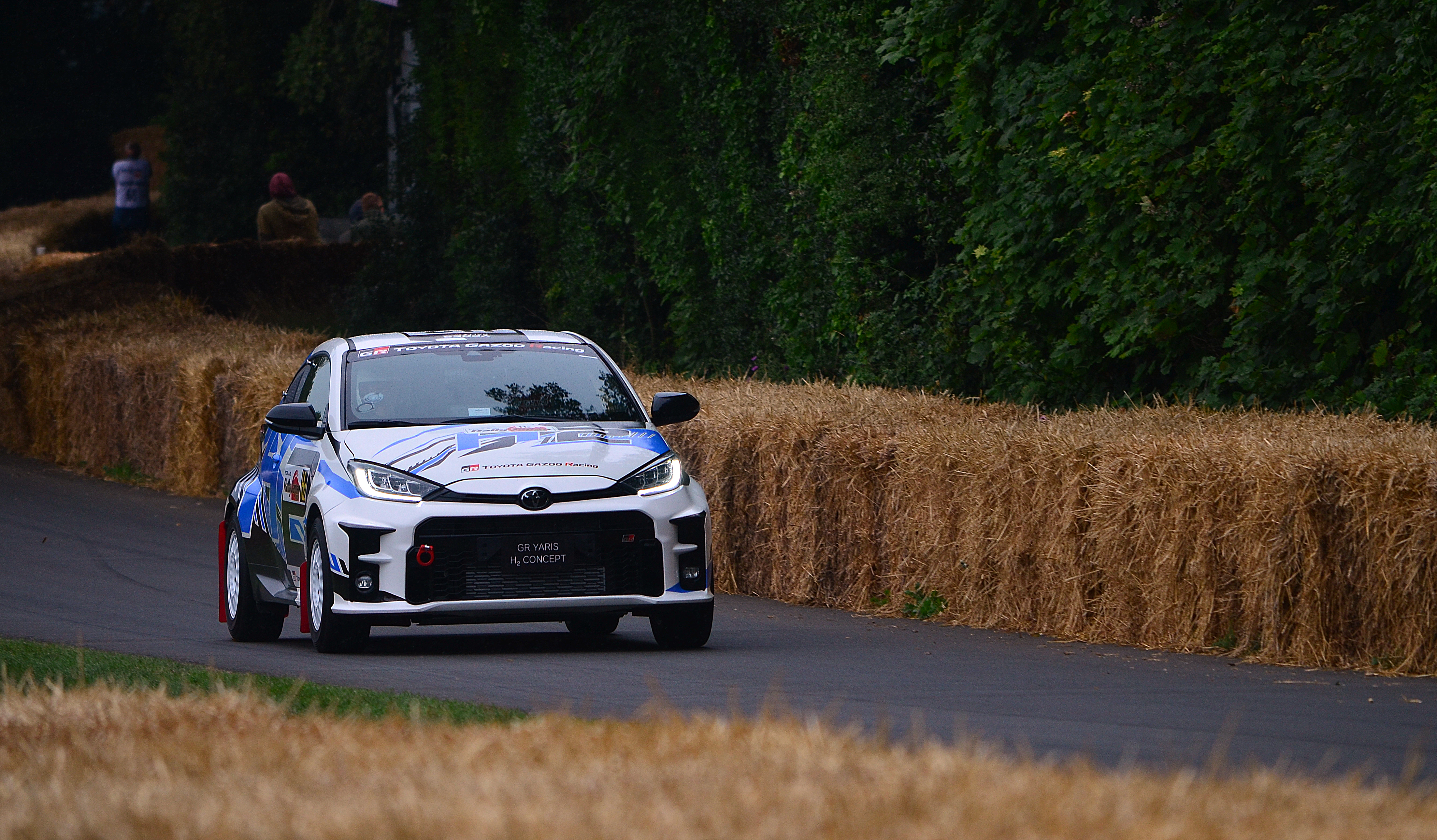
グッドウッド・フェスティバル・オブ・スピードに出場したGRヤリス H2

水素カローラに続き、GRヤリスにも搭載。水素カローラ同様にインジェクターと点火プラグが水素仕様に変更されている。

### 1.4L仕様
2022年スーパー耐久に投入するGR86用に開発された合成燃料対応の直列3気筒1.4 Lターボエンジン。このエンジンはG16E-GTS型のストローク縮小版でありボアストロークが87.5 mm×77.0 mmに設定されている。これは往年の4A-GE型エンジンのストローク量と同じになっている。

### NA仕様
TOYOTA GAZOO RacingがAE86を将来でも長く維持できるように、パワーユニット交換にて故障リスクの低減や環境性能の向上、代替燃料対応の可能性を持たせた「AE86 G16E Concept」に搭載された。
構造変更はノンターボ化と専用のエキマニ及びエンジン制御系の改装が主であり、それに加えて4A-GE/G16E-GTSのエンジン全高の差異があることから専用設計のオイルパン・クラッチハウジング・フライホイール・エンジンマウントの新設、バランスシャフトの廃止がなされ、それ以外はオリジナル状態のまま使用している。
性能面では最高出力が 84 kW (114 PS) / 7,000 rpm、最大トルクが160 N⋅m (16.3 kgf⋅m) / 3,200 – 5,550 rpmと本来の出力の半分にも満たないが、グロス値表記時代の4A-GEの出力と同等の数値になっている。

## 搭載車種
- トヨタ・GRヤリス（RZ"High Performance" / RZ / RC）
- トヨタ・GRカローラ（MORIZO Edition / RZ）
- レクサス・LBX（MORIZO RR）

## TGE33
全日本スーパーフォーミュラ・ライツ選手権で、本エンジンをベースにトムスがチューニングを行った「TGE33」が2024年よりワンメイクエンジンとして採用され、2023年6月よりテストが行われている。11月19日に正式に採用決定された。